# ファンタジー映画

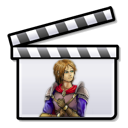
ファンタジー映画のアイコン

ファンタジー映画（ファンタジーえいが）とは、冒険映画、児童映画の傍流で、ファンタジーをモチーフにした映画。「SFファンタジー映画」と称することもある。
剣と魔法、魔法使い、異世界、魔法生物などの題材がよく扱われる。モチーフとしては愛と友情、主人公の人間的な成長など。

## 歴史
1950年代から1960年代には、レイ・ハリーハウゼン製作の『シンバッド七回目の航海』等がヒットした。
その後、1960年代後半から1970年代に入ると、スパイ映画やSF映画等に押され、ファンタジー映画は長い間下火となっていたが、1982年にアーノルド・シュワルツェネッガー主演の『コナン・ザ・グレート』が大ヒットすると、衰退していたソード&サンダルやファンタジー映画が、1980年代にブームとなった。『コナン』をコピーした粗悪で安直なB級・Z級映画が大量に作られたほか、『ダーククリスタル』(1982年)『ネバーエンディング・ストーリー』(1984年)『レジェンド/光と闇の伝説』『レディホーク』(ともに1985年)『ラビリンス/魔王の迷宮』『ハイランダー 悪魔の戦士』(ともに1986年)『ウィロー』(1988年)等といった、多数のファンタジー映画が立て続けに公開され、幾つかの作品は高評価を得た。しかし、CG以前の当時の技術力ではファンタジー(剣と魔法)の表現に限界があったことや、粗悪なB級映画も多かったことから、1990年代に突入すると飽きられ、ファンタジー映画は再び衰退することとなった。
2001年には、J・K・ローリングのファンタジー小説が原作の、『ハリー・ポッターと賢者の石』が世界的に大ヒットを記録すると、その「ハリー・ポッターシリーズ」を中心に、児童文学原作のファンタジー映画がブームとなり、『ナルニア国物語』(2006年)や『ライラの冒険 黄金の羅針盤』(2007年)等が公開されたが、『ハリー・ポッター』程の成功には至らなかった。
2000年代に入ると、2001年公開の『ハリー・ポッターと賢者の石』と、同年公開の『ロード・オブ・ザ・リング』が大ヒットしたことで、1990年代以降衰退していたファンタジー映画の人気が久々に復活し、2020年代の現在まで製作され続けている。CGの大幅な発展と普及で、ファンタジー表現に対しての限界が事実上無くなったことも、ブームの理由の一つであるといえる。

## 代表的な作品
- オズの魔法使い
- ピーターパン
- ピノキオ
- メリー・ポピンズ
- ハリー・ポッターシリーズ(魔法ワールド)
- 不思議の国のアリス
- ロード・オブ・ザ・リング
- ネバーエンディング・ストーリーシリーズ
- ダーククリスタル
- ラビリンス/魔王の迷宮
- コナン・ザ・グレート
  - キング・オブ・デストロイヤー/コナンPART2
- レッドソニア
- レジェンド/光と闇の伝説
- ハイランダー 悪魔の戦士
- ラスト・アクション・ヒーロー
- 魔法にかけられて
- 魔法使いの弟子
- ベッドタイム・ストーリー